# Nyíri, Borsod-Abaúj-Zemplén
Nyíri este un sat în districtul Sátoraljaújhely, județul Borsod-Abaúj-Zemplén, Ungaria, având o populație de 429 de locuitori (2011). 

## Demografie
Componența etnică a satului Nyíri
     Maghiari (87,92%)
     Romi (12,08%)
Componența confesională a satului Nyíri
     Reformați (40,33%)
     Romano-catolici (27,97%)
     Greco-catolici (9,32%)
     Fără religie (3,26%)
     Necunoscută (19,11%)
     Alte religii (1,4%)
Conform recensământului din 2011, satul Nyíri avea 429 de locuitori. Din punct de vedere etnic, majoritatea locuitorilor (87,92%) erau maghiari, cu o minoritate de romi (12,08%). Nu există o religie majoritară, locuitorii fiind reformați (40,33%), romano-catolici (27,97%), greco-catolici (9,32%) și persoane fără religie (3,26%). Pentru 19,11% din locuitori nu este cunoscută apartenența confesională.